# Руда (Воронежская область)
Руда — хутор в Рамонском районе Воронежской области. Основан в XIX в.
Входит в состав Павловского сельского поселения.

## География
Расположен в вершине оврага Ржавая Руда, при бывшей дороге на Землянск и Елец.
На хуторе имеется одна улица — Хуторская.

## Население
| 2010 |
| ---- |
| 0    |

В 1859 г. в 19 дворах проживало 152 человека.В 1900 году население составило 269 жителей, было 33 двора.